# Semomesia aetherea
Semomesia aetherea är en fjärilsart som beskrevs av Hans Ferdinand Emil Julius Stichel 1910. Semomesia aetherea ingår i släktet Semomesia och familjen Riodinidae. Inga underarter finns listade i Catalogue of Life.